# Pod Górami (potok)
Pod Górami, Potok od Górami, Potok pod Górkami – potok, lewy dopływ potoku Sopotnickiego.

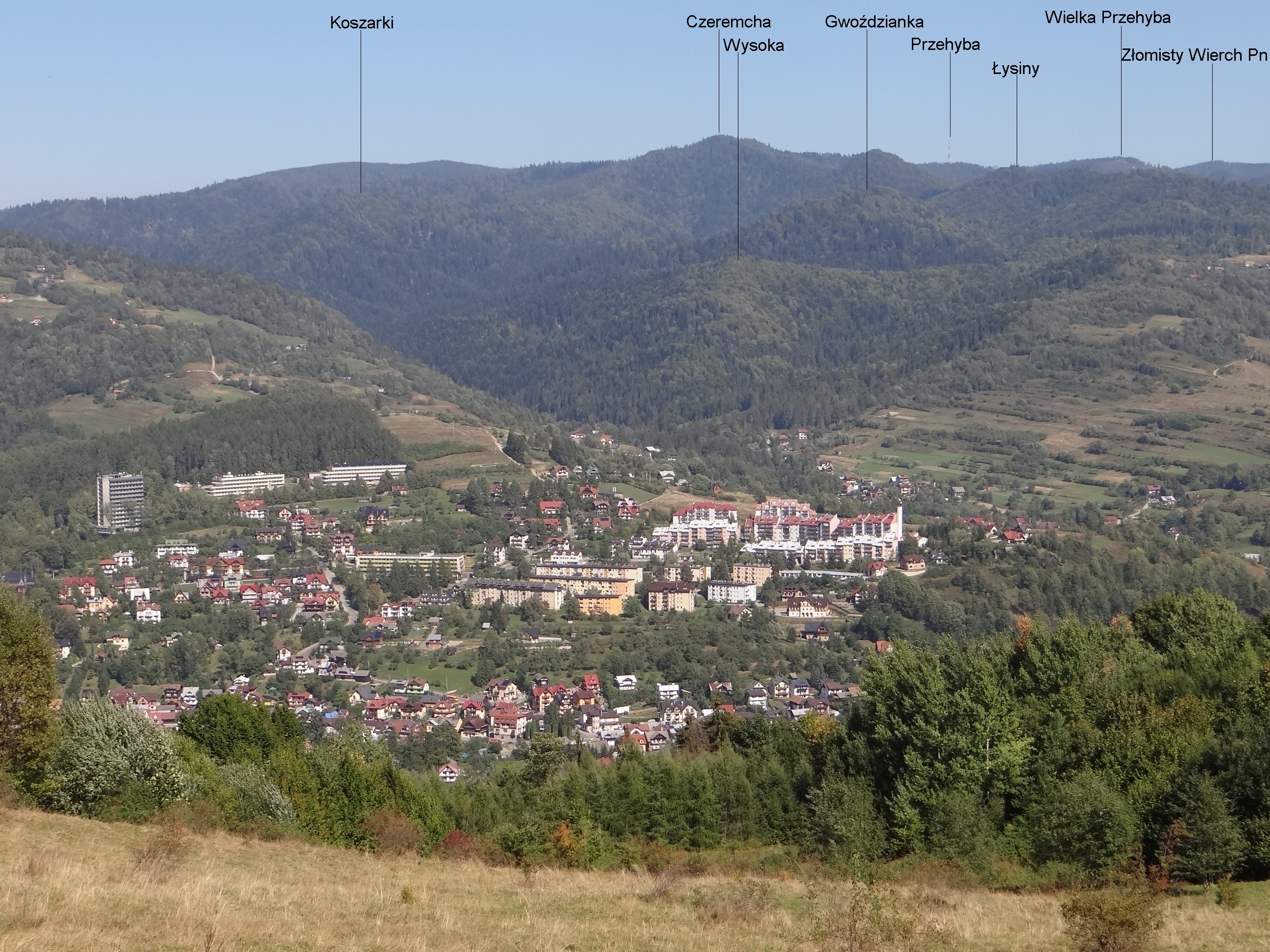
Widok na otaczające Gwoździankę dwie doliny Potoku pod Górami

Zlewnia potoku znajduje się w obrębie miejscowości Szczawnica, w porośniętych lasem obszarach Pasma Radziejowej w Beskidzie Sądeckim. Z dwóch źródłowych cieków potoku dłuższy wypływa na wysokości około 900 m na północno-zachodnich stokach szczytu Łysiny, a krótszy, niżej, u zachodnich zboczy grzbietu łączącego Łysiny z Gabańką. Obydwa cieki opływają od północy i południa Gwoździankę i łączą się u jej zachodnich podnóży. Od miejsca ich połączenia jednym i krótkim korytem Potok pod Górami spływa w kierunku południowo-zachodnim i w Koszarzysku uchodzi do Sopotnickiego Potoku na wysokości 572 m. Przy ujściu potoku znajduje się niewielka zatoka parkingowa, a 400 m od niej leśniczówka Kunie.
Doliną potoku Pod Górami prowadzi niebieski szlak turystyczny ze Szczawnicy przez koszarzysko, Sewerynówkę i Czeremchę na Prehybę, którego czas przejścia wynosi 3:45 h, ↓ 2.10 h.